# Spiral – Gefährliche Wahrheit
Spiral – Gefährliche Wahrheit  (jap. スパイラル 〜推理の絆〜, Supairaru – Suiri no Kizuna) ist eine Manga-Serie des japanischen Zeichners Eita Mizuno nach einer Geschichte von Kyō Shirodaira. Auf Basis des Mangas, der sich der Shōnen-Gattung zuordnen lässt, folgten eine Anime-Serie, eine vierbändige Light-Novel-Reihe und Hörspiele.

## Handlung
Narumi Ayumus Bruder verschwand vor zwei Jahren auf seltsame Weise. Sein einziger Anhaltspunkt waren die „Blade Children“. Nach diesen zwei Jahren begann eine Reihe von Mordfällen, die immer wieder mit den verfluchten Kindern in Zusammenhang gebracht werden. Ayumu versucht alles, um mehr über sie herauszufinden. Nach jedem Fall, den er löst, kommt er dem Geheimnis ein Stückchen näher. Hilfe bekommt er von seiner Schulkameradin Hiyono, die ihn bei der Aufklärung immer zur Seite steht.
Die „Blade Children“ stellen Ayumu immer vor Prüfungen, sogenannte „Games“, um zu sehen, ob er die verschiedenen Aufgaben bestehen kann. Die erste Herausforderung bekommt er von Eyes Rutherford, einem der Blade Children. Sie glauben auch, dass Ayumu sie vor ihrem Fluch retten könne.

## Veröffentlichungen
Der Manga erschien in Japan von August 1999 bis Oktober 2005 in Einzelkapiteln im Manga-Magazin Monthly Shōnen Gangan. Der Verlag Enix, dann Square Enix, brachte diese Einzelkapitel zwischen März 2000 und Februar 2002 auch in 15 Sammelbändern heraus.
Von Juli 2009 bis März 2012 erschien der Manga bei Carlsen Comics auf Deutsch in ebenfalls 15 Bänden.
In Enix’/Square Enix’ Manga-Magazin Monthly Gangan Wing 5/2001, d. h. vom 26. März 2001, erschien erstmals das Prequel Spiral Alive. Später wurde dies ebenfalls in das Magazin Monthly Shōnen Gangan, wo es mit Ausgabe 6/2008, d. h. vom 12. Mai 2008, endete. Zwischen April 2002 und August 2008 wurden die Kapitel in fünf Sammelbänden zusammengefasst.

## Charaktere
Ayumu NarumiAyumu Narumi ist der Hauptcharakter dieses Animes. Er ist sehr begabt und kann wie Eyes Rutherford Klavier spielen. Dennoch glaubt er nicht an sich und denkt, dass sein Bruder Kiyotaka in allem besser sei als er selbst. Er lebt bei der Frau seines verschwundenen Bruders, Madoka Narumi und kann auch sehr gut kochen. Ayumu geht noch zur Schule, zusammen mit seiner Schulkameradin Hiyono Yuizaki. Sie hilft ihm auch bei der Aufklärung der Fälle.
Hiyono YuizakiHiyono geht genau wie Ayumu noch zur Schule. Sie ist seine beste Freundin und hilft, wo sie nur kann. Natürlich beteiligt sie sich auch an den Fällen, die er klären muss und steht ihn immer zur Seite.
Hiyono glaubt an Ayumu und weiß, dass er sehr gut ist. Sie wünscht sich, dass er Klavier spiele, gleichwohl ist Ayumu eher weniger daran interessiert. Manchmal singt sie auch ein Lied, das sie selber gedichtet hat.
Ansonsten ist sie sehr aufgeschlossen und immer fröhlich.
Eyes RutherfordEyes Rutherford ist eines der Blade Children und zudem noch ein sehr berühmter Pianist. Er spielt sehr oft Klavier und gibt Konzerte. Das hat er aber nicht immer freiwillig gemacht. Als er fünf Jahre alt war, hat ihn seine Mutter gezwungen, Klavier zu spielen. Eyes ist ein sehr ruhiger Typ und gibt nicht viel von seinen Gefühlen preis. Sein bester Freund ist Kanone, den er schon seit seiner Kindheit kennt und dem er vertraut, bis dieser zu einem Hunter wurde.
Eyes ist der erste der Ayumu vor eine Art Prüfung stellt.
Kanone HilbertKanone kommt als letzter der Blade Children im Anime vor. Dennoch ist er der Einzige, der nicht an die Worte von Kiyotaka glaubt. Deswegen verrät er die anderen Blade Children. Nur Eyes sagt er Bescheid, weil er nicht will, dass ihm etwas passiert. Kanone hat zwei Gesichter. Zum einen ist er ziemlich freundlich und besonders zu Katzen ist er lieb, aber andererseits kann er auch brutal töten. Dadurch, dass er später als Hunter arbeitet, fängt er an die Blade Children zu jagen und „zerstreitet“ sich somit mit seinem Freund Eyes.
Kousuke AsazukiKousuke ist ebenfalls einer der Blade Children. Er kann sehr schnell wütend werden, aber zu seinen Freunden ist er immer nett und macht sich Gedanken um sie. Kousuke tötet auch kaltblütig diejenigen, die von ihren Fluch wissen. Außerdem geht er noch zur Schule mit Rio und Ryoko. Kousuke ist auch in Ryoko verliebt. Es hat den Anschein, dass die beiden sich schon ziemlich lange kennen.
Rio TakeuchiRio ist auch eine von den Blade Children. Auf den ersten Blick sieht sie aus wie ein kleines Kind, aber das täuscht. Sie ist genau so brutal wie Kousuke und versucht alles um in den „Games“ zu gewinnen.
Rio geht ebenfalls noch zur Schule und stellt nebenbei Bomben her, die sie regelmäßig verwendet. Auch mag sie besonders Melonen, die sie immer von Eyes bekommt.
Ryoko TakamachiRyoko gehört auch mit zu den Blade Children und versucht immer zu helfen. Dennoch ist sie die Einzige die nicht tötet, weil sie strikt dagegen ist. Ryoko ist sehr sportlich und trainiert oft. Genaueres ist über sie nicht bekannt, nur dass etwas Traumatisches in ihrer Vergangenheit passiert sei.
Oft ist sie ziemlich gemein zu Kousuke, aber in Wirklichkeit mag sie ihn sehr.
Hizumi MizushiroHizumi ist sozusagen das Gegenteil von Ayumu. Er verkörpert den Bruder vom Teufel, wenn nicht der Teufel selbst. Hizumi taucht nur im Manga auf und wird im Anime nicht erwähnt. Er ist in der Lage, jemanden ohne zögern umzubringen (was sich später auch herausstellen wird) Es wird nach seinem Auftauchen rumgerätselt, ob er wirklich Bruder von Yaiba, dem Erschaffer von allen Blade Chidren, oder sogar Zwillingsbruder oder etwas anderes ist.
Er kann von niemanden, außer von Ayumu Narumi umgebracht werden.

## Gruppen
HunterHunter sind die Menschen, die die Blade Children jagen und dann töten. Sie versuchen es mit allen Mitteln, weil sie der Meinung sind, dass sie kein Recht zum Leben hätten.
WatcherDie Watcher werden nur im Manga erwähnt. Die Watcher gehören zu einer der drei Gruppen, die früher zu Yaibas Organisation gehörten, bis Yaiba verschwand. Letztendlich teilte sich die Organisation in drei Gruppen auf. Hunter, Watcher und Saver. Die Watcher konzentrieren sich lediglich darauf, die Blade Children zu beobachten und Informationen zu sammeln. Sie sind neutral.
SaverEbenfalls tauchen die Savers nur im Manga auf und sie gehören zu denen, die immer noch für Yaiba sind. Sie wollen mehr Blade Children erschaffen.

## Verfilmung
Von Oktober 2002 bis März 2003 lief auf dem japanischen Fernsehsender TV Tokyo eine Anime-Serie auf Basis des Mangas. Die 25 Episoden umfassende Serie produzierte das Animationsstudio J.C.Staff. Regie führte Shingo Kaneko.
Der Anime erschien auch in den USA auf DVD bei Funimation.